# Język duvle
Język duvle (a. duvde, duve, duvele, duvre), także wiri – język papuaski używany w prowincji Papua w Indonezji, w rejonie rzek Dagai, Fedide i Wedi; przedstawiciel języków Równiny Jezior. Według danych z 2000 r. posługuje się nim 930 osób.
Jego użytkownicy zamieszkują wsie: Dagai, Mbomban, Soi, Gueri (dystrykt Dagai, kabupaten Puncak Jaya). Dzieli się na dwa dialekty: wschodni i zachodni.